# Disco Ensemble
I Disco Ensemble, inizialmente noti come DisCo, sono un gruppo musicale punk rock proveniente dalla piccola cittadina di Ulvila, in Finlandia.

## Storia del gruppo
Nel 1996 il chitarrista Jussi Ylikoski e il batterista Mikko Hakila cominciano a suonare insieme, eseguendo perlopiù cover di gruppi heavy metal come Metallica e AC/DC. Dopo aver completato la formazione cominciano a scrivere brani originali e, nel 2000 registrano l'EP Memory Three Sec, che contiene 5 brani fortemente influenzati da gruppi hardcore punk come Refused e Snapcase.
Nel 2001 l'EP Ghosttown Effect contribuisce a far acquisire notorietà al gruppo in Finlandia, grazie ai singoli Transatlantic e Turpentine. Dopo altri tre demo, usciti tra il 2002 e il 2003, il gruppo firma un contratto con la Fullsteam Records.
Nel 2003 pubblicano il primo full-length Viper Ethics. Il disco riceve un buon riscontro da parte del pubblico e della critica. Lo stile musicale dell'album è più personale, anche se sempre riconducibile al Post-hardcore.
Nel 2005 pubblicano il secondo album First Aid Kit, che rimane fino ad oggi il maggiore successo commerciale della band. Dall'album vengono estratti i singoli Black Euro e We Might Fall Apart.
Il 5 maggio 2008 esce il terzo lavoro in studio, intitolato Magic Recoveries, caratterizzato da una maggior presenza di tastiere e di sample elettronici.
Il 26 maggio 2010 è uscito il quarto album, The Island of Disco Ensemble anticipato dal singolo White Flag For Peace. Gli altri singoli estratti da questo lavoro, per i quali sono anche stati girati video sono Lefty e Protector.
Il 21 settembre 2012 è uscito il loro quinto album, Warriors. Questo disco era stato anticipato dalla canzone Your Shadow, che il gruppo aveva suonato live in molti dei concerti estivi e per la quale avevano realizzato un video "Live in studio". Il primo singolo, "Second Soul" è uscito ufficialmente il 12 settembre. L'uscita del singolo ha coinciso con l'uscita del video per la stessa canzone, diretto da Gregg Conde.
Durante gli anni 2010, Ylikoski ha avviato una carriera solista adottando lo pseudonimo Big Pharma mentre, durante il decennio seguente, è entrato a far parte dei Moon Shot.

## Formazione
- Miikka Koivisto - voce, DJ, tastiera
- Jussi Ylikoski - chitarra
- Lasse Lindfors - basso
- Mikko Hakila - batteria

## Discografia

### Album
- 2003 - VIper Ethics
- 2006 - First Aid Kit
- 2008 - Magic Recoveries
- 2010 - The Island of Disco Ensemble
- 2012 -  Warriors
- 2017 -  Afterlife

### EP
- 2000 - Memory Three Sec.
- 2001 - Ghosttown Effect
- 2009 - Back on the MF Street

### Singoli
- 2002 - Turpentine
- 2002 - Transatlantic
- 2003 - Mantra
- 2004 - Videotapes
- 2005 - We Might Fall Apart
- 2005 - Black Euro
- 2006 - Drop Dead, Casanova
- 2008 - Bad Luck Charm
- 2008 - Headphones
- 2009 - Back on the MF Street
- 2010 - White Flag for Peace
- 2010 - Protector
- 2012 - Second Soul

### DVD
- 2008 - Video Vortex